# Demonax binotatithorax
Demonax binotatithorax là một loài bọ cánh cứng trong họ Cerambycidae.